# عبد الغني رحمن
عبد الغني رحمن (12 ديسمبر 1985 بسلاغور في ماليزيا - ) هو لاعب كرة قدم ماليزي في مركز الظهير. لعب مع نادي سلاغور ونيجري سمبيلان ‏ وفيلدا يونايتد وMK Land F.C. ‏ ونادي سلاغور الثاني ‏.

## وصلات خارجية
- عبد الغني رحمن على موقع قاعدة بيانات كرة القدم.إي يو (الإنجليزية)